# Mugdrum Island
Mugdrum Island är en ö i Storbritannien.   Den ligger i kommunen Fife och riksdelen Skottland, i den norra delen av landet, 600 km norr om huvudstaden London. Arean är 32 kvadratkilometer. Trakten runt Mugdrum Island består i huvudsak av gräsmarker.